# Naupactus
Naupactus cunoscut și ca Lepanto sau İnebahtı, Eynebahtı (în turcă) este un oraș în Grecia.